# Индуцированная метрика
Индуци́рованная или относи́тельная ме́трика  ― естественный способ задания метрики на подмножестве метрического пространства.

## Определение
Пусть дано метрическое пространство {\displaystyle (X,\rho ),} где {\displaystyle X} — произвольное множество, и {\displaystyle \rho \colon X\times X\to \mathbb {R} } — метрика на {\displaystyle X.} Пусть дано подмножество {\displaystyle A\subset X.} Тогда сужение {\displaystyle \rho \vert _{A\times A}} является метрикой на {\displaystyle A.} Эта метрика называется индуцированной метрикой {\displaystyle \rho .} Пара {\displaystyle \left(A,\rho \vert _{A\times A}\right)} называется подпространством {\displaystyle (X,\rho ),}.